# فيسكونتي
فيسكونتي أسرة حكمت ميلانو خلال العصور الوسطى وبداية عصر النهضة من عام 1277 حتى 1447. كانوا أمراء ميلانو حتى عام 1395، عندما الحاكم الإمبراطور فنسل (1378—1400) منح جان غالياتسو فيسكونتي لقب دوق ميلانو. هيمن الفرع الرئيسي للعائلة فيسكونتي على الساحة السياسية في شمال إيطاليا حتى سنة 1447، بموت فيليبو ماريا فيسكونتي من دون ورثة. وحل محلهم آل سفورزا.